# Maculinea infracrassipuncta
Maculinea infracrassipuncta är en fjärilsart som beskrevs av Barend J. Lempke 1955. Maculinea infracrassipuncta ingår i släktet Maculinea och familjen juvelvingar. Inga underarter finns listade i Catalogue of Life.